# Jarl Hulldén
Viking Jarl Hulldén (ur. 26 grudnia 1885 w Helsinkach, zm. 18 października 1913) – fiński żeglarz, olimpijczyk, zdobywca brązowego medalu w regatach na Letnich Igrzyskach Olimpijskich w 1912 roku w Sztokholmie.
Na Letnich Igrzyskach Olimpijskich 1912 zdobył brąz w żeglarskiej klasie 12 metrów. Załogę jachtu Heatherbell tworzyli również Max Alfthan, Ernst Krogius, Erik Hartvall, Sigurd Juslén, Axel Krogius, Eino Sandelin i John Silén.